# Sanfu Motors
Sanfu Motors Industrial Co (auch mit den Schreibweisen San Fu oder San-Fu) war ein Automobilhersteller in Taichung, Taiwan.

## Geschichte

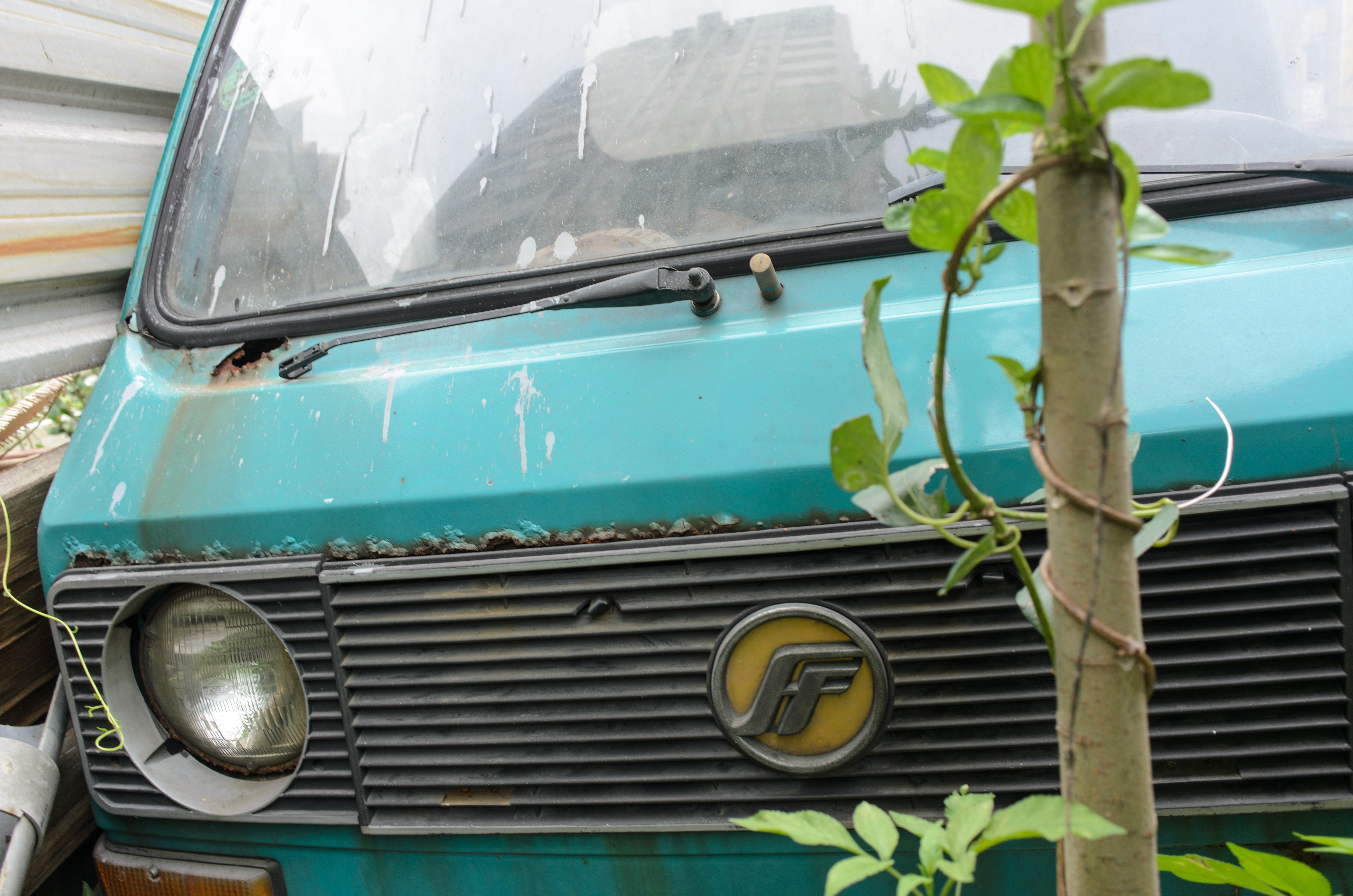
Subaru Sanfu Sambar

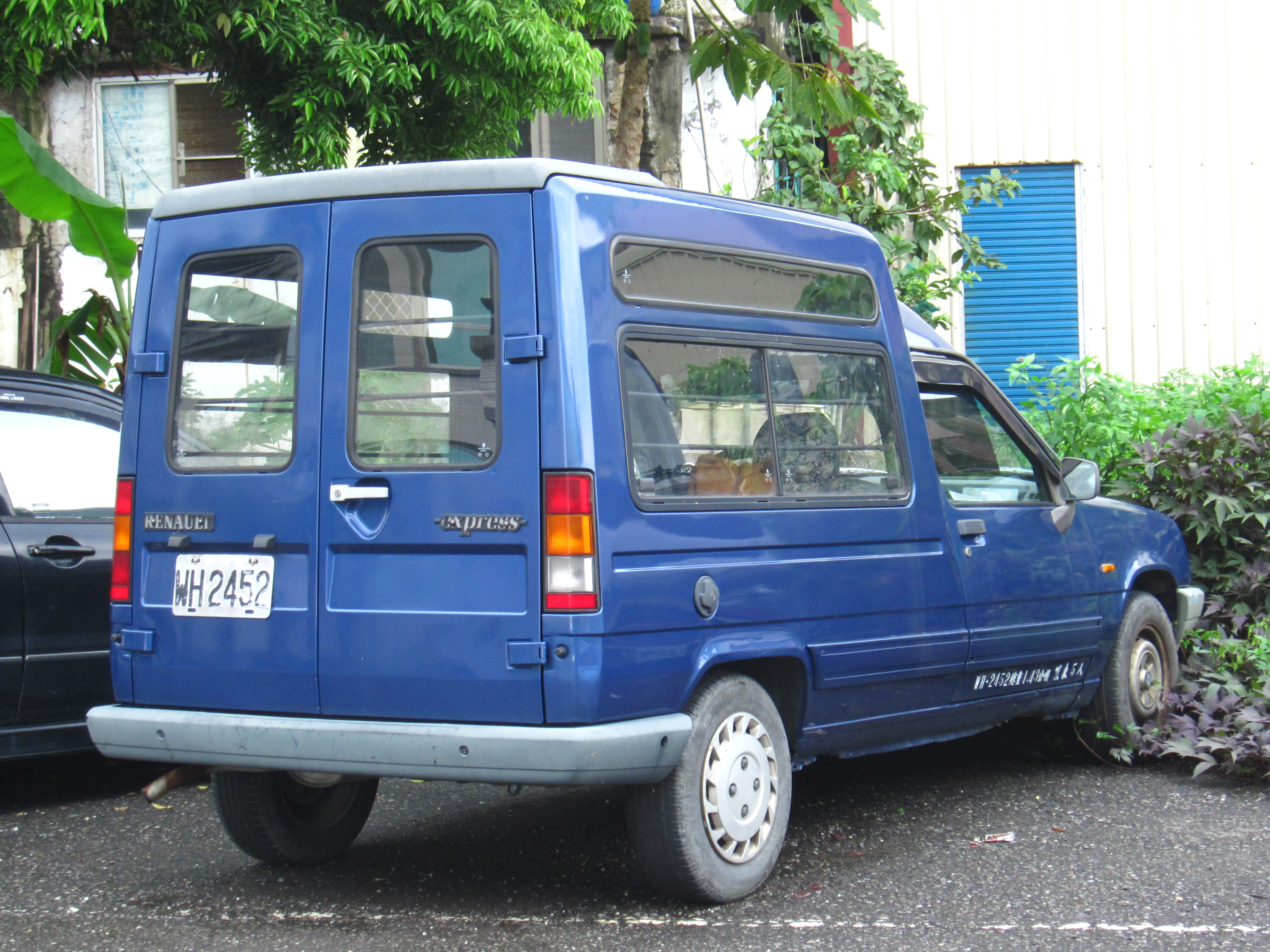
Renault Express in Taiwan

Sanfu Motors arbeitete mit mehreren Automobilherstellern zusammen. Zu den produzierten Fahrzeugen gehörten Mopeds und Nutzfahrzeuge von Subaru. Zumindest die Nutzfahrzeuge wurden mit einem Markenemblem von Sanfu vertrieben. Diese Zusammenarbeit soll aufgrund eines Desinteresses auf japanischer Seite allerdings wenig erfolgreich gewesen sein.
So wurde beispielsweise der Isuzu Bighorn produziert. Ob die Modelle wie geplant nach Südostasien und den Mittleren Osten exportiert wurden, ist nicht bekannt. Ein Teil der Produktion wurde in die USA exportiert. Ebenso wurde 1986 mit Subaru die Montage des Subaru Domingo vereinbart. Renault setzte etwa zur gleichen Zeit (1986) erfolgreich durch, dass die Kooperation mit der GM-Tochter Isuzu abgebrochen wurde. Dagegen ist die Kooperation mit Subaru noch für 1990 nachgewiesen.
Die Zusammenarbeit mit Renault begann 1981 (oder 1982). Zu den montierten und vertriebenen Modellen gehörten der Renault 9 und 11 (ab 1983), der Renault 19, der Renault Express und der Renault Twingo. Ab 1998 wurde auch der Renault Kangoo montiert. Dabei soll die Fertigung in Taiwan im Vergleich zu anderen Auslandsstandorten qualitativ am hochwertigsten gewesen sein.
Unter der Modellbezeichnung Luxmore produzierte und vertrieb Sanfu Motors einen Renault 9 mit dem Innenraum und dem Heck des Renault 19, der von einem 1,4-l-Motor mit 72 PS angetrieben wurde.
Die Twingo-Modelle wurden nach Japan exportiert. Sanfu Motors plante zudem den Export nach Kolumbien und Venezuela.
Ab 1995 war Sanfu Motors zu 30 % an der Gründung von Taiwan Isuzu Motors beteiligt.
Von 1997 bis 1999 stellte Sanfu Motors auch den Hyundai Accent her.
Die Geschäftsbeziehung zu Renault endete 2000, nachdem Renault sich mit Nissan zusammengeschlossen hatte. Nissan war seinerseits am taiwanesischen Hersteller Yulon beteiligt war, der nun die örtliche Produktion von Renault-Modellen übernehmen sollte.
Das Unternehmen wurde laut anderen Quellen bereits 1999 aufgelöst. Die Produktion sank im Jahr 1999 auf 150 Fahrzeuge und kam im Folgejahr völlig zum Erliegen. Die Fertigungsanlage wurde nach einer anderen Quelle 1999 von Formosa übernommen.